# Ministigmata
Ministigmata és un gènere d'aranyes migalomorfes de la família dels microstigmàtids (Microstigmatidae). Fou descrita per primer cop el 1981 per Raven & Platnick.
L'any 2017 només tenia una espècie: Ministigmata minuta. Es troba a Brasil.